# Europsko prvenstvo u košarci – Mađarska 1955.
Europsko prvenstvo u košarci 1955. godine održalo se u Budimpešti od 7. do 19. lipnja 1955. godine.
Hrvatski igrač koji je igrao za reprezentaciju Jugoslavije: Aleksandar Blašković.